# Lamberto Alarcón Catalán
Lamberto Alarcón Catalán (Chichihualco, 17 de septiembre de 1905-Ciudad Acuña, 11 de febrero de 1981) fue un poeta mexicano.

## Biografía
Nació en Chichihualco, Guerrero, el 17 de septiembre de 1905; hijo de Enrique Alarcón Arcos y Dolores Catalán Adame. Realizó sus estudios de educación básica en la Escuela Racionalista de Chilpancingo, posteriormente ingresó en 1922 a la Escuela Nacional Preparatoria (ENP), donde fue discípulo de Erasmo Castellanos Quinto y Horacio Zúñiga, quienes fomentaron su temprana vocación poética, al mismo tiempo, fue condiscípulo de Ermilo Abreu Gómez, José Muñoz Cota y Adelina Zendejas, con quienes formó grupos literarios, entre ellos; “Los últimos”.
Durante su carrera impartió clases de lengua y literatura en la Ciudad de México; fue miembro del Comité Ejecutivo del Frente de Profesionistas Revolucionarios; secretario general de la Liga de Escritores y Artistas Revolucionarios, y oficial mayor del Gobierno del estado natal. Fue electo diputado por Guerrero, en 1947, y durante los últimos años de su vida se desempeñó como administrador de aduanas en Ciudad Acuña, Coahuila, hasta su deceso.
En su labor literario fue considerado un poeta exigente de los recursos formales de la métrica clásica, como el romance y el soneto. Su obra recurrió a la temática amorosa y telúrica, en la que domina el amor a su estado natal. Fue autor del poemario Al laurel del templo de Chilpancingo (1938), y editor de Antología de poetas guerrerenses (1944).

## Publicaciones seleccionadas

### Antologías
- Alarcón Catalán, Lamberto (1944). Antología De Poetas Guerrerenses. Guerrero, México: Ediciones del gobierno del estado de Guerrero.
- Velázquez Chávez, Agustín (1966). Jardín de la poesía mexicana : siglos XV al XX. México, D. F.: Poesía Hispanoamericana.